# Barbacena e Vila Fernando
Barbacena e Vila Fernando (llamada oficialmente União das Freguesias de Barbacena e Vila Fernando) es una freguesia portuguesa del municipio de Elvas, distrito de Portalegre.

## Historia
Fue creada el 28 de enero de 2013 en aplicación de una resolución de la Asamblea de la República de Portugal promulgada el 16 de enero de 2013 con la unión de las freguesias de Barbacena y Vila Fernando, pasando su sede a estar situada en la antigua freguesia de Barbacena.

## Demografía
| Gráfica de evolución demográfica de Barbacena e Vila Fernando entre 2011 y 2021 |
|                                                                                 |
| Datos según el nomenclátor publicado por el INE portugués.                      |